# Сява (приток Липовицы)
Ся́ва — река в Знаменском районе Тамбовской области России, правый приток Липовицы. Длина реки 42 км, площадь водосборного бассейна 293 км². Скорость течения — 0,2 м/с.
Начинается к западу от деревни Николаевка на высоте 176 метров над уровнем моря, течёт в северо-восточном направлении через деревни Матвеевка, Дуплято-Масловка, Кузьминский, Михайловка. Устье находится в 0,8 км по правому берегу Липовицы между деревнями Большие Пады и Углянка на высоте около 116 метров над уровнем моря.
На реке имеются пруды вблизи истока, у Николаевки, Матвеевки, Дуплято-Масловки, Кузьминского. Основные притоки — безымянные ручьи у Ольшанки (лв, впадает в 14 км от устья), Шипиловки (лв, впадает в 24 км от устья) и балка Казимировка (лв, в 15 км от устья).
Предполагается иранское происхождение названия реки в значении «течение» или «влажная».

## Данные водного реестра
По данным государственного водного реестра России относится к Окскому бассейновому округу, водохозяйственный участок реки — Цна от истока до города Тамбов, речной подбассейн реки — Мокша. Речной бассейн реки — Ока.
Код объекта в государственном водном реестре — 09010200212110000028823.